# Bad Dürkheim
Bad Dürkheim là một thị xã ở bên con đường rượu vang Đức trong bang Rheinland-Pfalz, Đức, là thủ phủ của huyện huyện cùng tên. Đô thị này tọa lạc bên rìa đông của rừng Palatinate, khoảng 25 km về phía tây Ludwigshafen.

## Địa lý

### Khí hậu
| Dữ liệu khí hậu của Bad Dürkheim (1991-2020) | Dữ liệu khí hậu của Bad Dürkheim (1991-2020) | Dữ liệu khí hậu của Bad Dürkheim (1991-2020) | Dữ liệu khí hậu của Bad Dürkheim (1991-2020) | Dữ liệu khí hậu của Bad Dürkheim (1991-2020) | Dữ liệu khí hậu của Bad Dürkheim (1991-2020) | Dữ liệu khí hậu của Bad Dürkheim (1991-2020) | Dữ liệu khí hậu của Bad Dürkheim (1991-2020) | Dữ liệu khí hậu của Bad Dürkheim (1991-2020) | Dữ liệu khí hậu của Bad Dürkheim (1991-2020) | Dữ liệu khí hậu của Bad Dürkheim (1991-2020) | Dữ liệu khí hậu của Bad Dürkheim (1991-2020) | Dữ liệu khí hậu của Bad Dürkheim (1991-2020) | Dữ liệu khí hậu của Bad Dürkheim (1991-2020) |
| Tháng                                        | 1                                            | 2                                            | 3                                            | 4                                            | 5                                            | 6                                            | 7                                            | 8                                            | 9                                            | 10                                           | 11                                           | 12                                           | Năm                                          |
| -------------------------------------------- | -------------------------------------------- | -------------------------------------------- | -------------------------------------------- | -------------------------------------------- | -------------------------------------------- | -------------------------------------------- | -------------------------------------------- | -------------------------------------------- | -------------------------------------------- | -------------------------------------------- | -------------------------------------------- | -------------------------------------------- | -------------------------------------------- |
| Cao kỉ lục °C (°F)                           | 16.6 (61.9)                                  | 20.5 (68.9)                                  | 25.6 (78.1)                                  | 30.1 (86.2)                                  | 34.4 (93.9)                                  | 38.5 (101.3)                                 | 39.7 (103.5)                                 | 38.6 (101.5)                                 | 34.2 (93.6)                                  | 28.0 (82.4)                                  | 24.0 (75.2)                                  | 19.9 (67.8)                                  | 39.7 (103.5)                                 |
| Trung bình ngày tối đa °C (°F)               | 5.2 (41.4)                                   | 7.0 (44.6)                                   | 11.6 (52.9)                                  | 16.7 (62.1)                                  | 20.7 (69.3)                                  | 24.3 (75.7)                                  | 26.5 (79.7)                                  | 26.1 (79.0)                                  | 21.2 (70.2)                                  | 15.4 (59.7)                                  | 9.4 (48.9)                                   | 5.9 (42.6)                                   | 15.8 (60.4)                                  |
| Trung bình ngày °C (°F)                      | 2.4 (36.3)                                   | 3.3 (37.9)                                   | 6.9 (44.4)                                   | 11.2 (52.2)                                  | 15.3 (59.5)                                  | 18.7 (65.7)                                  | 20.6 (69.1)                                  | 20.0 (68.0)                                  | 15.4 (59.7)                                  | 10.6 (51.1)                                  | 6.3 (43.3)                                   | 3.2 (37.8)                                   | 11.2 (52.2)                                  |
| Tối thiểu trung bình ngày °C (°F)            | −0.7 (30.7)                                  | −0.2 (31.6)                                  | 2.4 (36.3)                                   | 5.5 (41.9)                                   | 9.5 (49.1)                                   | 12.9 (55.2)                                  | 14.7 (58.5)                                  | 14.1 (57.4)                                  | 10.1 (50.2)                                  | 6.2 (43.2)                                   | 3.0 (37.4)                                   | 0.3 (32.5)                                   | 6.5 (43.7)                                   |
| Thấp kỉ lục °C (°F)                          | −24.3 (−11.7)                                | −21.2 (−6.2)                                 | −16.1 (3.0)                                  | −6.5 (20.3)                                  | −2.4 (27.7)                                  | 1.9 (35.4)                                   | 4.3 (39.7)                                   | 3.2 (37.8)                                   | −0.7 (30.7)                                  | −7.5 (18.5)                                  | −8.8 (16.2)                                  | −16.9 (1.6)                                  | −24.3 (−11.7)                                |
| Lượng Giáng thủy trung bình mm (inches)      | 39.0 (1.54)                                  | 39.0 (1.54)                                  | 37.0 (1.46)                                  | 31.0 (1.22)                                  | 52.0 (2.05)                                  | 56.0 (2.20)                                  | 52.0 (2.05)                                  | 52.0 (2.05)                                  | 39.0 (1.54)                                  | 43.0 (1.69)                                  | 42.0 (1.65)                                  | 53.0 (2.09)                                  | 535.0 (21.06)                                |
| Nguồn: wetterlabs.de                         |                                              |                                              |                                              |                                              |                                              |                                              |                                              |                                              |                                              |                                              |                                              |                                              |                                              |

### Thành phố kết nghĩa
- Paray-le-Monial, Pháp
- Wells, Vương quốc Anh
- Kluczbork, Ba Lan
- Kempten, Đức